# Dimitrie Cantemir

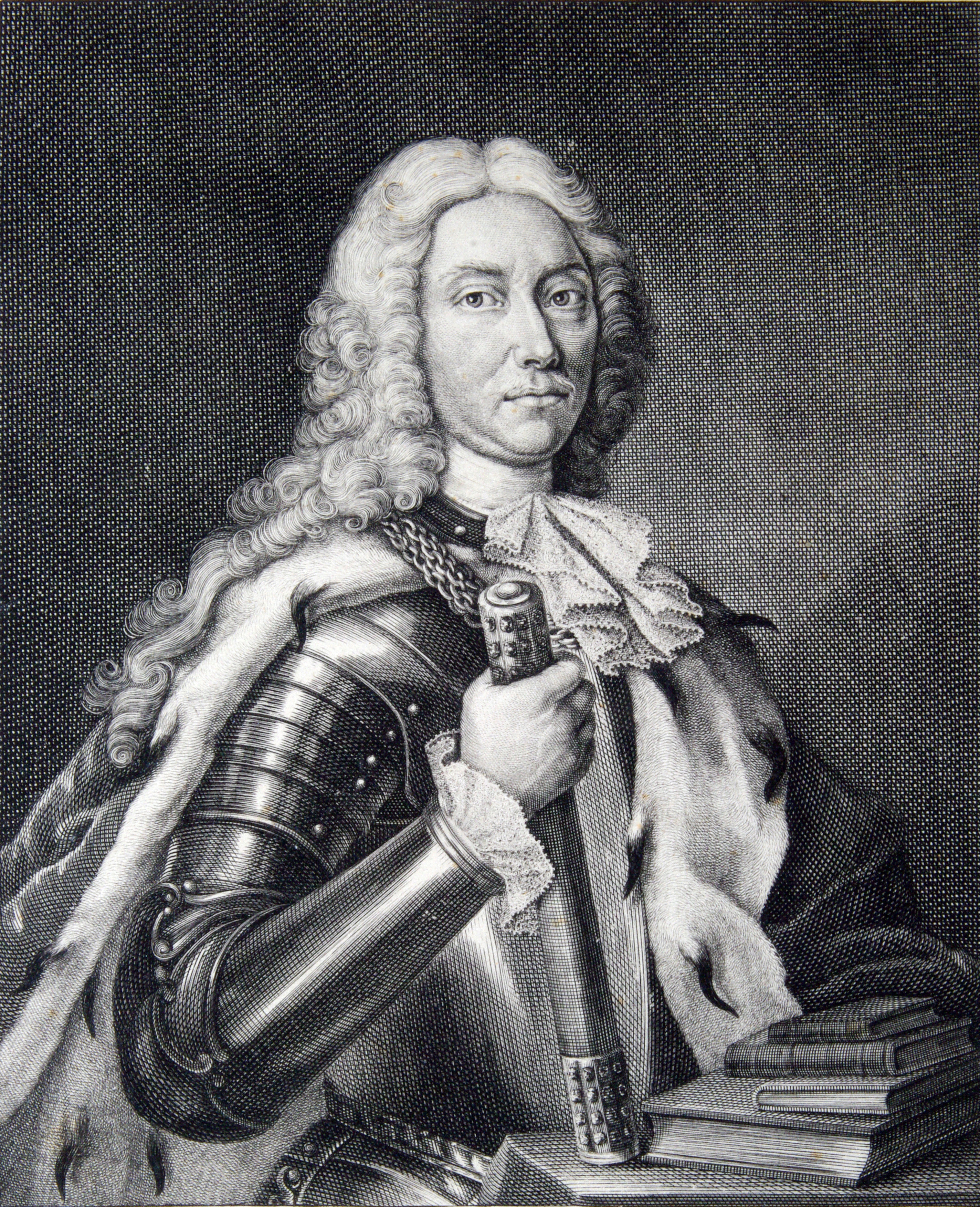
Dimitrie Cantemir (1716)

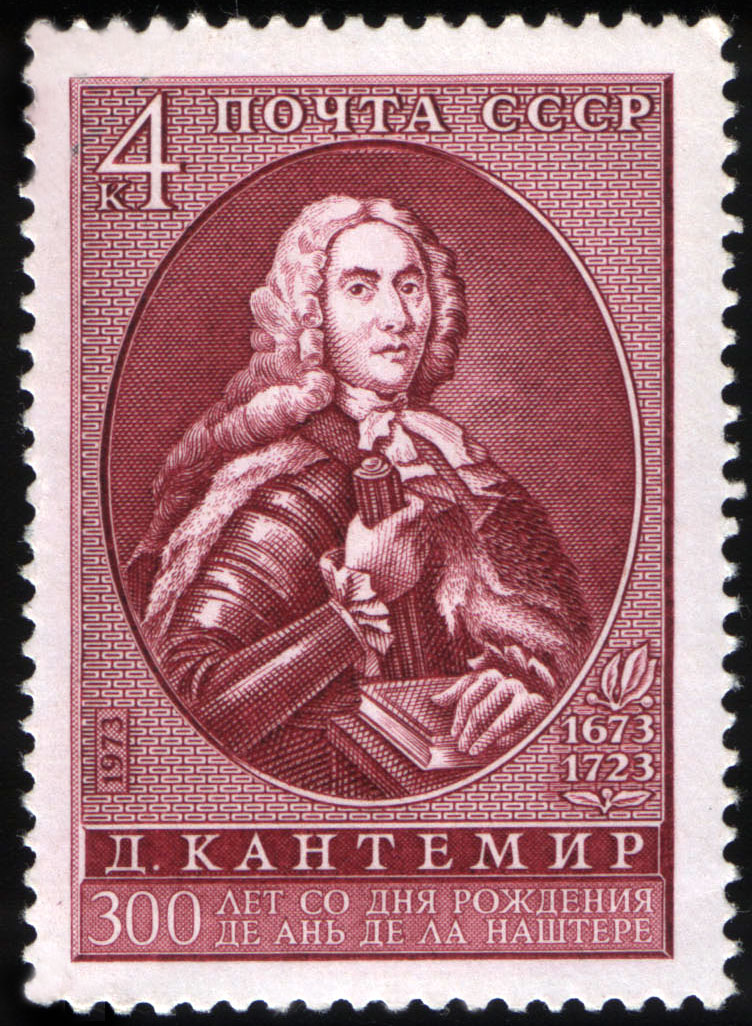
Briefmarke der Sowjetunion die Dimitrie Cantemir gewidmet ist, 1973 (Michel 4175, Scott 4132)

Dimitrie Cantemir oder Demetrius Cantemirius (russisch: Дмитрий Кантемир, türkisch: Kantemiroğlu, griechisch: Δημήτριος Καντεμίρης; * 26. Oktober 1673 in Silișteni, Fürstentum Moldau; † 21. August 1723 in Dmitrowka bei Orjol, Gouvernement Kiew, Russisches Reich) war ein moldauischer Universalwissenschaftler, Historiker, Musiktheoretiker, Komponist, Geograph und Enzyklopädist. Cantemir diente als Woiwode der Moldau und nach dem Umzug nach Russland war er seit 1711 als Seine Durchlaucht von Russland am Hof von Peter dem Großen beschäftigt.

## Herkunft
Dimitrie Cantemir wurde als Sohn des moldauischen Woiwoden Constantin Cantemir geboren, als Spross der bojarischen Familie Cantemir, die von niederem moldauischen Adel war. Seine Mutter Ana Bantăș war eine hochgebildete Aufklärerin, ebenfalls adliger Herkunft. Dimitrie Cantemir verschwieg allerdings später seine elterliche Herkunft, die ihm unzureichend schien, um eine Abkunft von dem Khan Temir vorzugeben.

## Leben
Bei Hauslehrern erhielt Dimitrie Cantemir Unterricht in Griechisch und Latein und erwarb profunde Kenntnisse der antiken Klassiker. Zwischen 1688 und 1710 wurde er ins Exil nach Konstantinopel gezwungen, wo er die türkische Sprache und die Geschichte des Osmanischen Reiches an der Griechischen Akademie des orthodoxen Patriarchen studierte. Bei seinem Aufenthalt in Konstantinopel diente er auch als eine Art Geisel, um für die Loyalität seines Vaters zu den Osmanen zu bürgen. Dabei diente er als Mittler für osmanische Gebildete zur europäischen Kultur. Er war unter anderem mit dem Großwesir und Literaten Rami Mehmed Pascha befreundet. 1710 kehrte er als Woiwode in die Moldau zurück.
Dort herrschte Cantemir nur wenige Wochen, bis er sich 1711 dem Feldzug Peter des Großen gegen das Osmanische Reich anschloss und Moldau unter russische Oberhoheit stellte. Dieser Seitenwechsel scheint die Folge eines Streites mit dem osmanischen Großwesir über die Höhe des Tributes an die Hohe Pforte zu sein. Nach verlorener Schlacht gegen die Osmanen floh Cantemir nach Russland, wo er sich niederlassen konnte. Von Peter dem Großen wurde ihm der Titel Prinz (Knes) des Russischen Reiches verliehen. Von Karl VI. erhielt er den Ehrentitel Fürst des Heiligen Römischen Reiches. In seinen letzten Lebensjahren soll er von einer tiefen Sehnsucht nach Konstantinopel und der osmanischen Kultur erfüllt gewesen sein. Damals habe er vermehrt versucht, osmanische Sichtweisen im Abendland bekannt zu machen.
Dimitrie Cantemir starb nördlich des heutigen Charkiw und wurde in Moskau begraben.

## Familie
Dimitrie Cantemir war zweimal verheiratet. Zuerst heiratete er in Iași am 9. Mai 1699 Cassandra Cantacuzene (* 1682; † 11. Mai 1713) und am 14. Januar 1717 in Sankt Petersburg Anastassija Trubezkaja (* 14. Oktober 1700; † 27. November 1755). Seine Kinder waren:
- Maria Cantemir, (1700–1754) beeindruckte Peter den Großen derart, dass dieser plante, sich von seiner Frau Katharina I. scheiden zu lassen. Nach deren Thronbesteigung musste Maria einem Kloster beitreten.
- Antioch Kantemir, (1708–1744) wurde russischer Botschafter in London und Paris. Mit Voltaire befreundet war er bekannt für seine satirischen Gedichte.
- Ein weiterer Sohn, Constantine Cantemir (1703–1747), wurde mit einer Verschwörung der russischen Fürstenfamilie Golizyn gegen Anna von Russland in Verbindung gebracht und nach Sibirien verbannt.
- Dimitries jüngste Tochter Smaragda Cantemir (1720–1761), einziges Kind mit seiner zweiten Frau, war eine der prominentesten Schönheiten ihrer Zeit und Ehefrau des Prinzen Dmitri Michailowitsch Golizyn, einem Freund von Elisabeth von Russland.

## Historiker
1714 wurde Cantemir Mitglied der Brandenburgischen Societät der Wissenschaften in Berlin. In den Jahren von 1711 bis 1719 schrieb er seine wichtigsten Werke. Er war einer der großen Sprachwissenschaftler seiner Zeit, nicht nur, weil er elf Sprachen beherrschte. Außergewöhnlich waren auch seine im Osmanischen Reich erworbenen Kenntnisse. Als vielbeachteter und origineller Autor gewann er großen Einfluss in vielen Themenfeldern. Sein wichtigstes Werk war die bekannte Geschichte der Entstehung und des Verfalls des Osmanischen Reiches. Es zirkulierte ungedruckt über mehrere Jahre als Manuskript in Europa, bevor es 1734 in London gedruckt und ins Deutsche und Französische übersetzt wurde. Als Standardwerk galt es bis in die Mitte des 19. Jahrhunderts. Später wurde es wegen zweifelhafter Quellen angefochten. Dieses Werk wird als Rechtfertigung seiner Abwendung vom Osmanischen Reich gedeutet. Dabei wollte er dies nicht als einfachen Abfall eines Vasallen von seinem Oberherrn betrachtet wissen. Cantemir nutzte dazu eine osmanische Denkfigur, allerdings in einem ganz anderen Sinn. Nach osmanischen Historikern war die Denkfigur, dass sich das Osmanische Reich ab dem 17. Jahrhundert im Niedergang befand, dieses könne man aber durch kluge Politik aufhalten, was die Historiker in ihren Ratschlägen zum Ausdruck brachten. Cantemir sah hingegen die Schwierigkeiten des Osmanischen Reiches als günstige Gelegenheit für seine eigene Politik, und meinte, er greife mit seinem Abfall nur der Unabhängigkeit seines Staates vor. Cantemirs Werk fußt auf zwei Traditionen: Der Text orientiert sich sehr stark an osmanischen Reichschroniken mit einer Gliederung nach Regierungsjahren der Sultane. Eher in der Tradition griechisch-römischer Historiographie sind hingegen die fiktiven wörtlichen Zitate der Protagonisten, die Cantemir ihnen in den Mund legt. In seinem Werk nimmt er Partei für die orthodoxe Kirche und weniger offensichtlich auch für den russischen Zaren. Trotzdem zeigt er Bewunderung für die osmanische Staatsordnung, z. B. die Gratifikation für die Soldaten, die Machtbalance zwischen Großwesir und Sultan usw.
Weitere Bücher behandelten Orientalische Musik (verschollen) sowie kritisch die erste Geschichte Rumäniens unter dem Titel Historia Hieroglyphica, in welcher er die handelnden Personen verschlüsselt als Tiere auftreten ließ. Weiterhin beschrieb er die Geschichte der zwei herrschenden Familien derer von Brâncoveanu und Cantacuzino, wobei ihm – reputationsschädlich – einige Fehler durch Fälschungen und Mystifizierungen unterliefen. Eine philosophische Abhandlung unter dem rumänischen Titel Divanul sau Gâlceava Înțeleptului cu lumea sau Giudețul sufletului cu trupul wurde ins Griechische, Arabische, Französische (Le divan ou la dispute du sage avec le monde ou le jugement de l'âme avec le corps) und ins Englische (The Divan or The Wise Man's Parley with the World or The Judgement of the Soul with the Body) übersetzt.

## Musikwissenschaftler
Cantemir arbeitete als Komponist und als Theoretiker Osmanischer Musik. Sein Buch Kitâbu 'Ilmi'l-Mûsikí alâ Vechi'l-Hurûfât (Das Buch der schriftlichen Musikwissenschaft, veröffentlicht 1698 in Iași) behandelt nicht nur die Praxis von Melodie und Rhythmus Osmanischer Musik, sondern enthält auch zeitgenössische und vorhergehende Arbeiten in einer von ihm selbst entwickelten Notation, Arbeiten, welche ohne Cantemir ansonsten verloren gegangen wären.

## Geograph
Auf Bitten der Königlich-Preußischen Akademie der Wissenschaften in Berlin schrieb Cantemir 1714 die erste geographische, ethnographische, ökonomische Synopse Moldaus unter dem Titel Descriptio Moldaviae. Wieder zirkulierte das Manuskript, bevor es (auf Deutsch) 1769 in einer Zeitschrift und 1771 als Monographie gedruckt wurde. Zur Entstehungszeit des Werkes fertigte Cantemir auch eine handschriftliche Karte Moldaus an, der ersten Landkarte dieser Region überhaupt. Sie enthielt geographische und administrativ-politische Informationen und wurde 1737 in den Niederlanden gedruckt und galt lange als Standardwerk.

## Romanist
In seinem Werk Descriptio Moldaviae zeigte Cantemir sich auch als früher Romanist. Er bewies die Abstammung des Rumänischen vom Lateinischen, verglich es mit dem Italienischen und diskutierte zahlreiche Kontaktsprachen, die im Rumänischen ihre Spuren hinterlassen hatten.

## Sonstiges
Ein Haus im Istanbuler Stadtteil Fener, das Cantemir während seines Aufenthalts im Osmanischen Reich als Wohnsitz diente, wurde als Museum eingerichtet. Auf dem Bereich des von Cantemir 1683 erworbenen und zwischen 1690 und 1694 erweiterten Palasts am Hafen von Ortaköy befindet sich heute die Ortaköy-Moschee.

## Schriften
- Geschichte des osmanischen Reichs nach seinem Anwachse und Abnehmen, Hamburg 1745. (Digitalisat und Volltext im Deutschen Textarchiv)
- Kitâb-ı İlmü'l-Mûsikî Alâ Vechi'l-Hurûfat. ca. 1710.[4]